# Електронна єврейська енциклопедія
«Електро́нна євре́йська енциклопе́дія» (ЕЄЕ) — онлайнова єврейська енциклопедія російською мовою в Інтернеті за адресою eleven.co.il [Архівовано 7 квітня 2020 у Wayback Machine.]. 

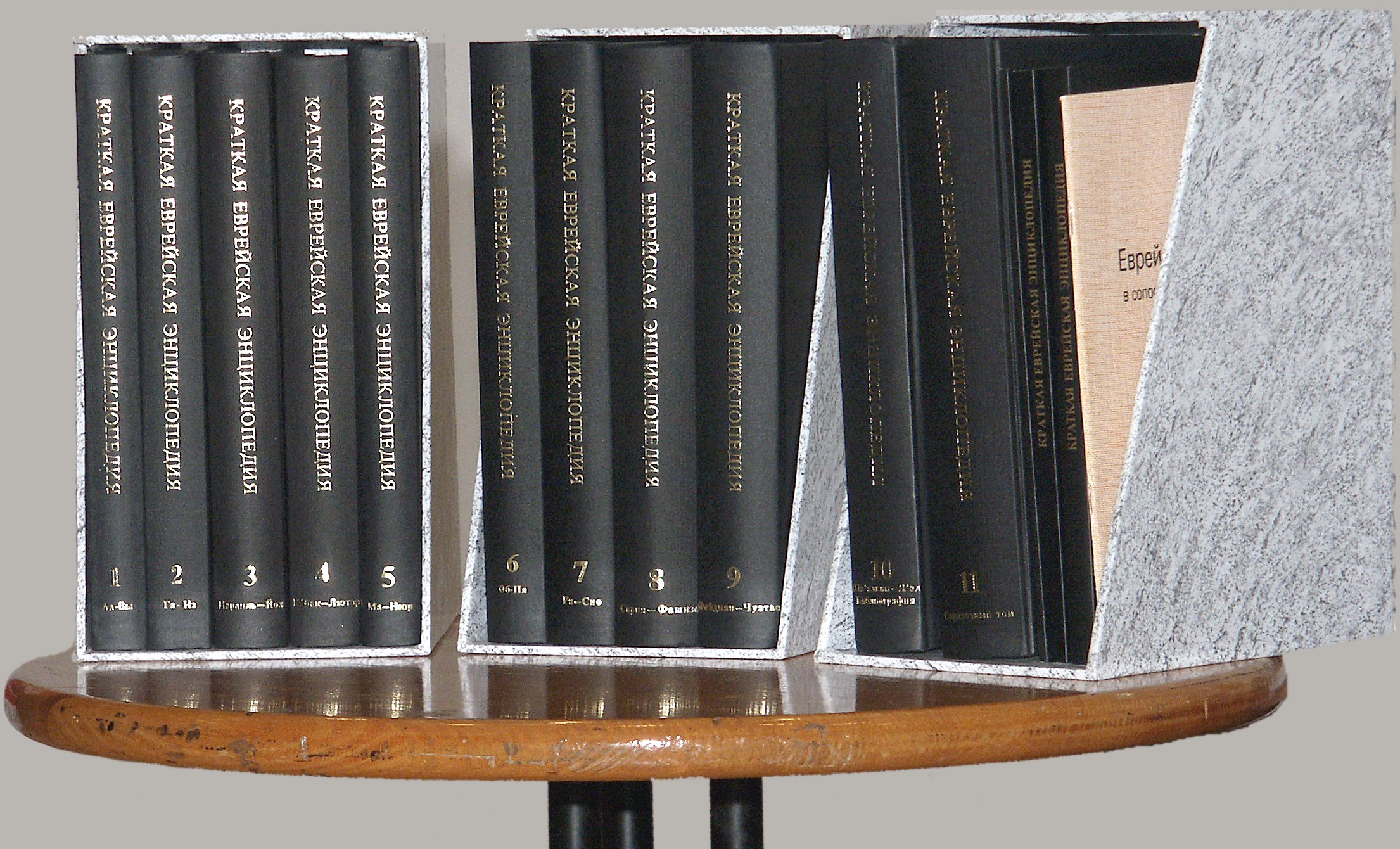
Паперове видання «Короткої єврейської енциклопедії» — джерело Електронної єврейської енциклопедії.

Опублікована в 2005 році як доповнена й уточнена версія російськомовної 11-томової «Короткої єврейської енциклопедії» (КЄЕ), виданої в Єрусалимі в 1976–2005 роки Товариством по дослідженню єврейських громад діаспори за підтримкою Єврейського університету. КЄЕ — єдине зведене галузеве російськомовне енциклопедичне видання з юдаїки, яке оприлюднене після сімдесятирічної перерви від часу видання російської «Єврейської енциклопедії» Брокгауза та Ефрона.
Початково планувалася як скорочений переклад з англійської мови Encyclopaedia Judaica у 16 томах, однак протягом роботи над енциклопедією її концепцію було переглянуто на користь самостійного видання. Над КЄЕ працював колектив редакторів, які готували статті за участю багатьох фахівців і наукових консультантів, поміж котрих — відомі ізраїльські вчені та суспільні діячі. Були впроваджені та докладно роз'яснені терміни культурно-історичного комплексу, який прийнято називати «єврейською цивілізацією». До енциклопедії увійшли відомості про Талмуд, Біблію, кабалу, хасидизм, єврейську філософію, літературу та мистецтво, гебрейську та інші єврейські мови та діалекти; розглядаються суспільно-політичні аспекти древньої та новітньої єврейської історії, Гаскала, сіонізм, Голокост, біографії видатних діячів науки та культури єврейського походження, інформація про географію, історію, культуру та політику сучасної Держави Ізраїль.
Більшість єврейських власних імен і географічних назв Ізраїлю наведено у прийнятій сучасною гебрейською мовою формі. Розрізнення вимови єврейських фонем [h] (ה) та [x] (ח, כ — див. гебрейська абетка) в таких словах досягнуто через впровадження додаткової літери х з рискою, що відповідає єврейському [h] (ה) та вимовляється приблизно як українське г (Аврахам, хафтара, Зохар тощо). Гортанний ע в середині слова передається за допомогою зворотного апострофа (Я‘аков, Шим‘он), а א перед голосним після приголосного позначається звичайним апострофом (Мал’ахи, Хит’ахдут). Звук, що відповідає літері ל, у більшості випадків відтворюється як л тверде.
Значна кількість статей присвячена історії євреїв України, єврейсько-українським взаєминам, участі євреїв у суспільному і політичному житті української держави, їхньому внеску в науку й культуру. Розглядається історія та демографія єврейського населення Галичини, Волині, Поділля, Закарпаття, Буковини, окремих міст та містечок і т. д. Висвітлені питання культурного сприйняття євреїв в українській літературі й фольклорі тощо.
Над електронною версією, котра отримала назву «Електронна єврейська енциклопедія» (ЕЄЕ) редакція почала працювати у 2003 р. Певну кількість статей паперового видання було оновлено і перероблено, з'явились нові гасла, допоміжні таблиці і таке інше. У 2005 році ЕЄЕ опубліковано в Інтернеті за адресою eleven.co.il [Архівовано 7 квітня 2020 у Wayback Machine.]. Загальна кількість словникових статей електронної версії на початок 2019 р. становить близько 6000 одиниць.